# ヒステリー研究
『ヒステリー研究』（原題:Studien über Hysterie、英題:Studies on Hysteria）はジークムント・フロイトとヨーゼフ・ブロイアーが執筆し、ドイツで1895年に出版された本である。1893年以降に執筆された入門的な内容の論文からなる本で、ブロイアーが治療にあたった症例アンナ・O（本名:ベルタ・パッペンハイム）や精神分析の発展に関する論文が含まれている。
ドイツ語版の全集『Sigmund Freud, Gesammelte Werke』では第1巻に収録され、英訳版の全集『The Standard Edition of the Complete Psychological Works of Sigmund Freud』と日本語訳版『フロイト全集』では第2巻に収録されている。

## 評価
出版後、『ヒステリー研究』は医学界の内外で大きな反響を集めた。フロイトの伝記を執筆したアーネスト・ジョーンズによると、本書への反応の多くは批判的なものであったが、ハヴロック・エリスは好意的なコメントを寄せた。とはいえ、ウィーンの医学界では、「『ヒステリー研究』は詩を用いた心理学である。」という批判がなされた。

## 本書以降
フロイト自身が認めるように、ブロイアーの症例アンナ・Oは精神分析にとって大きな刺激となった。1893年の暫定報告において、フロイトとブロイアーは、ヒステリー患者が早期に苦しめられていると指摘している。しかし、『ヒステリー研究』の出版以後、フロイトはブロイアーのように治療に催眠を用いることには否定的になり、ヒステリーの原因となる性に重点を置くようになった。
フロイトが本書で用いた見立ての多く（象徴、退行など）は、後年の作品にも使用されている。また、本書におけるブロイアーの論考は1920年にフロイトが執筆した『快原理の彼岸』に大きな影響を与えた。

## 日本語訳
- 『フロイド精神分析体系 ヒステリー研究』 安田徳太郎訳 アルス、1930年
- 『フロイド選集第9巻 ヒステリー研究』 懸田克躬、吉田正己共訳 日本教文社、1955年
- 『フロイト著作集第7巻 ヒステリー研究』 小此木啓吾、懸田克躬共訳 人文書院、1974年
- 『ヒステリー研究』（上下） 金関猛訳 ちくま学芸文庫、2004年
- 『フロイト全集第2巻 ヒステリー研究:1895年』 芝伸太郎訳 岩波書店、2008年
- 『ヒステリー研究 初版』 金関猛訳 中公クラシックス、2013年